# Bunaea oremansi
Bunaea oremansi is een vlinder uit de familie nachtpauwogen (Saturniidae). De wetenschappelijke naam van deze soort is voor het eerst geldig gepubliceerd in 2008 door Thierry Bouyer.
De soort komt voor in het Afrotropisch gebied.

## Type
- holotype: "male. X.2000. leg. Oremans"
- instituut: Collectie Thierry Bouyer
- typelocatie: "Sao Tomé Isl."